# Can Gallifa (Mataró)
Can Gallifa és una obra de Mataró (Maresme) protegida com a Bé Cultural d'Interès Local.

## Descripció
Casal de planta baixa i dues plantes pis. A la planta baixa destaca l'ampli portal de mig punt amb brancals i dovelles de pedra escapçat pel balcó de ferro forjat amb ceràmica vidriada del primer pis. Els brancals i llindes de pedra són presents a totes les obertures de la façana. Els balcons del primer pis tenen poms de llautó.
El cos principal de l'edifici dona al carrer Bonaire. A la part posterior hi ha un pati separat del carrer Sant Pere més Alt per una construcció auxiliar.
La façana presenta un estucat imitant carreus.

## Història
El carrer Bonaire és potser el més emblemàtic dels carrers barrocs mataronins amb els edificis de can Fins, can Gallifa, el conjunt del casal i can Palau Soler.